# تومز لیک
تومز لیک (به انگلیسی: Tooms Lake) یک منطقهٔ مسکونی در استرالیا است که در تاسمانی واقع شده است.